# Салфер (Оклахома)
Салфер (енгл. Sulphur) град је у америчкој савезној држави Оклахома.

## Демографија
По попису из 2010. године број становника је 4.929, што је 135 (2,8%) становника више него 2000. године.
| Група             | 2000.         | 2010.         |
| Белци             | 3.692 (77,0%) | 3.572 (72,5%) |
| Афроамериканци    | 65 (1,4%)     | 51 (1,0%)     |
| Азијати           | 18 (0,4%)     | 20 (0,4%)     |
| Хиспаноамериканци | 230 (4,8%)    | 388 (7,9%)    |
| Укупно            | 4.794         | 4.929         |